# Harkaitz Cano Jauregi
Harkaitz Cano Jauregi (Lasarte-Oria, 4 d'agost de 1975) és un escriptor en èuscar i guionista de cinema basc. Com a traductor, ha traduït al basc autors com Sylvia Plath, Anne Sexton, Hanif Kureishi o Allen Ginsberg.
El 2008 va escriure, juntament amb Fermin Muguruza i Eduard Sola, el guió de la pel·lícula Black is Beltza, motiu pel qual va formar part de la nominació conjunta al Gaudí a la millor pel·lícula d'animació de 2009. Anys més tard, el 2022, va escriure, juntament amb Fermin Muguruza i Isa Campo, el guió de la seqüela de la pel·lícula, titulada Black is Beltza II: Ainhoa, motiu pel qual va ser candidat al Goya al millor guió original de 2023.

## Obres

### Narrativa
- Radiobiografiak (1995, Elkar)
- Telefono kaiolatua (1997, Alberdania)
- Bizkarrean tatuaturiko mapak (1998, Elkar)
- Neguko zirkua (2005, Susa)
- Enseres de Ortopedia Inútil (2002)
- Beti oporretan (2015, Susa; El turista perpetuo, 2017, Seix Barral)

### Novel·la
- Beluna jazz (1996, Susa)
- Pasaia blues (1999, Susa)
- Belarraren ahoa (2004, Alberdania)
- Twist (2011, Susa)
- Fakirraren ahotsa (2018, Susa; La voz del faquir, 2019, Seix Barral)

### Poesia
- Kea behelainopean bezala (1994, Susa)
- Norbait dabil sute-eskaileran (2001, EEF - Susa)
- Dardaren interpretazioa (2003, Olerti Etxea)

### Literatura infantil i juvenil
- Itsasoa etxe barruan (2001, Baigorri)
- Omar dendaria (2005, Elkar)
- Lesterren Logika (2005, Elkar)
- Orkestra lurtarra (2013, Elkar)

### Crònica
- Piano gainean gosaltzen (2000, Erein)

### Narració poètica
- Paulov-en txakurrak (1994, Erein)

## Premis i reconeixements
- Premi Imajina Ezazu Euskada de 1992[7]
- Premi Donostia Hiria de 1993[7]
- Premi Ignacio Aldekoa de 1998[7]
- Premi Euskadi de literatura en basc de 2005, per Belarraren ahoa[7]
- Premi Euskadi de literatura en basc de 2012, per Twist[8]
- Premi Euskadi de literatura infantil en basc de 2014, per Orkestra lurtarra